# 9641 Demazière
(9641) Demazière, denumire internațională (9641) Demaziere, este un asteroid din centura principală de asteroizi.

## Descriere
9641 Demazière este un asteroid din centura principală de asteroizi. A fost descoperit pe 12 august 1994 la Observatorul La Silla de Eric Walter Elst. Asteroidul prezintă o orbită caracterizată de o semiaxă mare de 2,45 ua, o excentricitate de 0,13 și o înclinație de 4,8° în raport cu ecliptica.